# Mammillaria crinita
Mammillaria crinita (укр. Мамілярія кудлата, Мамілярія криніта) — сукулентна рослина з роду мамілярія родини кактусових.

## Етимологія

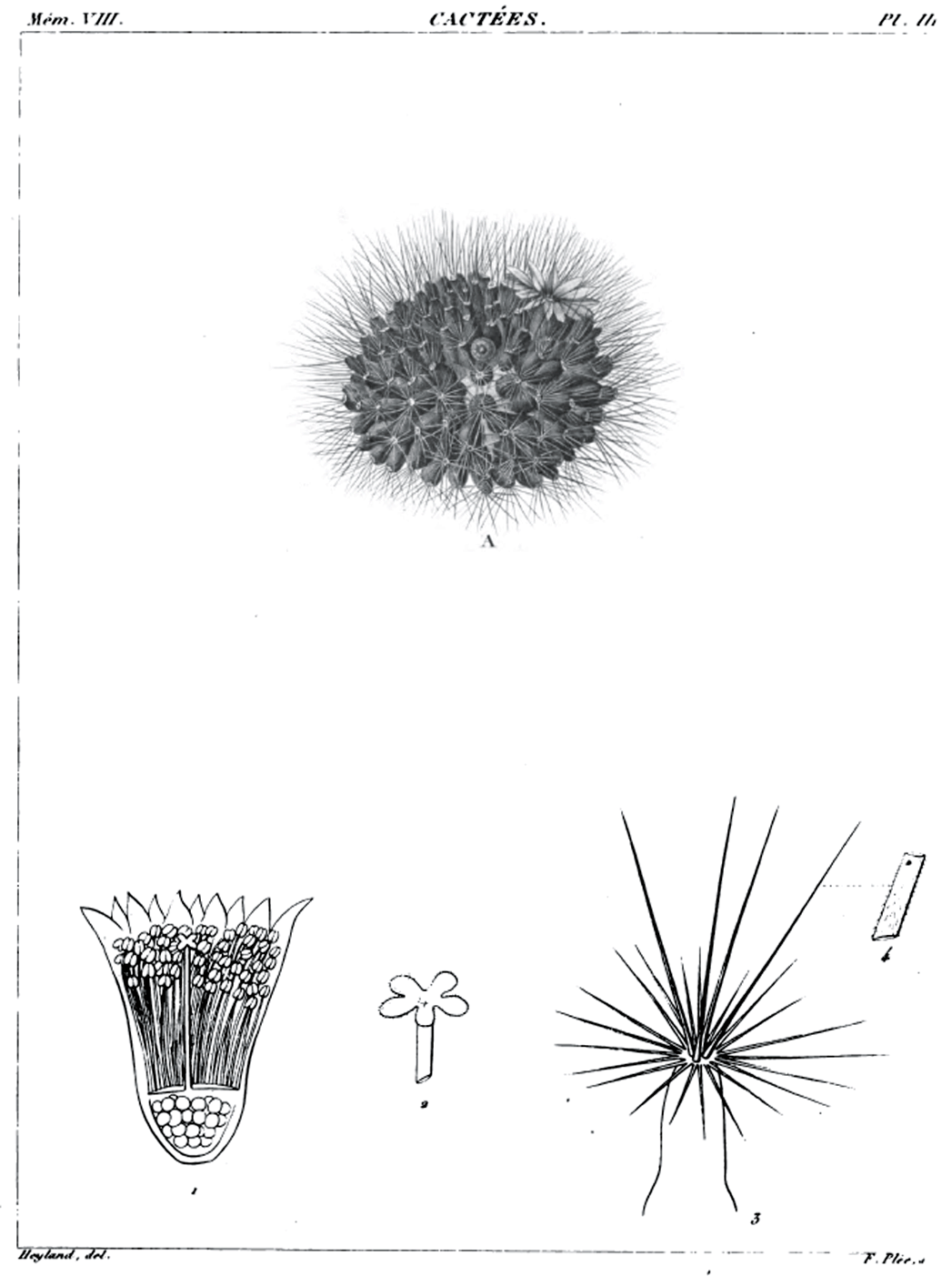
Ілюстрація Mammillaria crinita у виданні Огюстена Декандоля «Mémoire sur quelques espèces de cactées, nouvelles ou peu connues», Париж, 1834

Видова назва походить від лат. crinita — кудлата.

## Ареал
Ареал зростання — Мексика, штати Сан-Луїс-Потосі, Сакатекас, Гуанахуато, Мічоакан, Керетаро, Агуаскальєнтес, Халіско та Ідальго, на висоті від 1 400 до 2 300 метрів над рівнем моря.

## Морфологічний опис
Рослини одиночні або кущаться від заснування.
| Орган              | Опис |
| Коріння            | |
| Стебло             | сплюснуте-кулясте, пізніше колоноподібне, до 5 см заввишки і 4 см в діаметрі (за описом Андерсона 1-8 см в діаметрі і заввишки). |
| Епідерміс          | темно-зелений. |
| Маміли             | нещільні, конічні до циліндричних, без молочного соку. |
| Ареоли             | |
| Аксили             | деякі з щетинками, від 1 до 14, до 12 мм завдовжки і з невеликою кількістю пуху. |
| Центральні колючки | від 1 до 4 (за описом Андерсона від 0 до 7, іноді більше, іноді відсутні зовсім), шилоподібні, від світло-жовтого до червоного та темно-коричневого відтінків, покриті волосками або гладкі, одна, іноді дві або навіть три витягнуті, з гачками на кінці, до 16-17 мм завдовжки, інші прямі, висхідні, завдовжки до 12 мм.                              |
| Радіальні колючки  | варіабельні за кількістю від 10 до 29 (за описом Андерсона від 11 до 32), розходяться променями, зазвичай шилоподібні, притиснуті до основи стебла до таких, що піднімаються, іноді схожі на волоски, від білого до жовтого відтінку, різноманітно покриті волосками або гладкі, змінюються за довжиною до 12 мм (за описом Андерсона завдовжки 6-9 мм). |
| Квіти              | варіабельні, широкі, воронкоподібні, від білих до жовтих, рожевих та червоних (за описом Андерсона жовтувато-білі до білих та блідо-бузкових, рідко бузкового відтінку), до 15 мм завдовжки і в діаметрі (за описом Андерсона 10 20 мм завдовжки і в діаметрі).                                                                                          |
| Бутони             | |
| Зовнішні пелюстки  | |
| Внутрішні пелюстки | |
| Тичинки            | |
| Маточка            | рильця маточки жовті до зелених. |
| Плоди              | від кулястих до овальних, від зеленого до яскраво-червоного відтінку. |
| Насіння            | коричнево-чорне, шорстке. |

## Охоронні заходи
Mammillaria crinita входить до Червоного Списку Міжнародного Союзу Охорони Природи видів, з найменшим ризиком (LC) через велику популяцію, яка налічує 1 000 000 рослин, що займає велику площу. Але чисельність рослин має тенденцію до зниження через діяльність людини.
Охороняється Конвенцією про міжнародну торгівлю видами дикої фауни і флори, що перебувають під загрозою зникнення (CITES).

## Підвиди

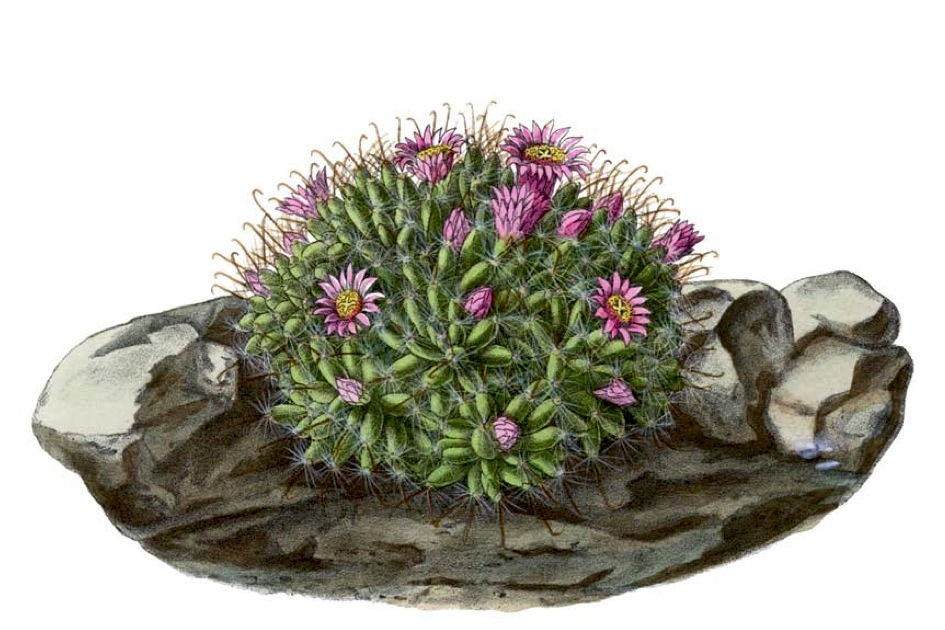
Ботанічна ілюстрація Mammillaria crinita у виданні Карла Шумана & Роберта Гюрке «Blühende Kakteen (Iconographia cactacearum) im Auftrage der Deutschen Kakteen-Geselllschaft», 1904 р.

- Mammillaria crinita subsp. wildii (A.Dietr. 1836) D.R.Hunt 1997

Рослина кущиться.

Стебло — кулясте, незабаром стає колоноподібним, від 4 до 5 см в діаметрі.

Епідерміс — темно-зелений.

Аксили — з щетинками, від 0 до 2, завдовжки до 7 мм і пухом.

Колючки коротші, ніж у типового виду.

Радіальних колючок — від 1-до 15, білуваті, гладкі, до 4-5 мм завдовжки.

Центральних колючок — 3 або 4, жовті до жовтувато-коричневих, одна з гачком на кінці, витягнуті, інші висхідні, до 6 мм завдовжки, вкриті волосками.

Квіти — коричнево-жовті, приблизно 14 мм в діаметрі, рильця маточки зеленувато-білі.

Плоди — червоні.

Насіння — коричнево-чорне.

Ареал зростання — Мексика (Ідальго, на висоті від 1 500 до 1 800 метрів над рівнем моря, неподалік від Венадоса, Мецтітлана, Сан-Крістобаля).

## Синоніми
| - Mammillaria glochidiata Martius 1832 - Mammillaria cririiformis A. P. de Candolle 1834 - Mammillaria wildii A. Dietrich 1836 - Mammillaria schelhasii Pfeiffer 1838 - Mammillaria seideliana Quehl 1911 - Mammillaria painteri Rose ex Quehl 1917 - Neomammillaria pygmaea Britton & Rose 1923 - Mammillaria aurihamata Boedeker 1928 - Mammillaria pygmaea (Britton & Rose) A. Berger 1929 - Mammillaria erectohamata Boedeker 1930 - Mammillaria pubisplna Boedeker 1930 - Mammillaria zeilmanniana Boedeker 1931 - Mammillaria leucantha Boedeker 1933 - Mammillaria gilensis Boedeker 1936 - Mammillaria aureoviridis Heinrich 1937 - Ebnerella crinita (A. P. de Candolle) Buxbaum 1951 - Ebnerella schelhasii (Pfeiffer) Buxbaum 1951 - Ebnerella painteri (Rose ex Quehl) Buxbaum 1951 - Ebnerella pygmaea (Britton & Rose) Buxbaum 1951 - Ebnerella aurihamata (Boedeker) Buxbaum 1951 - Ebnerella erectohamata (Boedeker) Buxbaum 1951 - Ebnerella pubispina (Boedeker) Buxbaum 1951 - Ebnerella zeilmanniana (Boedeker) Buxbaum 1951 - Ebnerella gilensis (Boedeker) Buxbaum 1951 - Mammillaria calleana Backeberg 1951 - Chilita crinita (A. P. de Candolle) Buxbaum 1954 | - Chilita criniformis (A. P. de Candolle) Buxbaum 1954 - Chilita painteri (Rose ex Quehl) Buxbaum 1954 - Chilita pygmaea (Britton & Rose) Buxbaum 1954 - Chilita aurihamata (Boedeker) Buxbaum 1954 - Chilita erectohamata (Boedeker) Buxbaum 1954 - Chilita pubispina (Boedeker) Buxbaum 1954 - Chilita zeilmanniana (Boedeker) Buxbaum 1954 - Chilita gilensis (Boedeker) Buxbaum 1954 - Mammillaria mollihamata Shurly 1960 - Mammillaria monancistracantha Backeberg 1962 - Mammillaria cadereytana Backeberg 1966 - Mammillaria nana Backeberg ex Mottram 1980 - Mammillaria duwei H. Rogozinski & P. J. Braun 1985 - Mammillaria variabilis Reppenhagen 1985 - Mammillaria brevicrinita Reppenhagen 1987 - Mammillaria puberula Reppenhagen 1987 - Mammillaria moeller-valdeziana Appenzeller 1988 - Mammillaria felipensis Reppenhagen 1989 - Mammillaria tezontle W. A. & B. Fitz Maurice 1995 - Mammillaria crinita subsp. leucantha (Boedeker) D. R. Hunt 1997 - Mammillaria crinita subsp. wildii (A.Dietr. 1836) D. R.Hunt 1997 - Mammillaria scheinvariana R. Ortega-Varela & Glass 1998 - Mammillaria crinita subsp. scheinvariana (R. Ortega-Varela & Glass) W. A. & B. Fitz Maurice 1998 - Mammillaria nana subsp. duwei (H. Rogozinski & P.J. Braun) Pilbeam 1999 - Mammillaria crinita var. pauciseta - Mammillaria schelhasei |